# Social FC
Social Futebol Clube ist ein Fußballverein aus Coronel Fabriciano, im brasilianischen Bundesstaat Minas Gerais.
1997 spielte Social in der Série C, der dritthöchsten brasilianischen Fußball-Liga.

## Erfolge
- Campeonato Mineiro Módulo II (zweithöchste Spielklasse): 1996, 2007
- Campeonato Mineiro da Segunda Divisão (dritthöchste Spielklasse): 1995